# Załącznik (archiwistyka)
Załącznik – w archiwistyce tekst, materiał graficzny lub też inny przedmiot, odnoszący się do treści głównego dokumentu, dołączony do niego w celu uzupełnienia, bądź uprawomocnienia jego treści.